# هانس ويسترمان
هانس ويسترمان (بالألمانية: Hans Westermann)‏ هو مقاوم ونقابي وسياسي ألماني، ولد في 17 يوليو 1890 في هامبورغ في ألمانيا، وتوفي بنفس المكان في 16 مارس 1935. حزبياً، نشط في الحزب الشيوعي في ألمانيا والحزب الديمقراطي الاجتماعي الألماني. وقد انتخب عضو البرلمان هامبورغ.